# Rohr im Kremstal
Rohr im Kremstal est une commune autrichienne du district de Steyr-Land en Haute-Autriche.